# Hrabstwo Liberty (Georgia)

Piramida wieku hrabstwa

Hrabstwo Liberty – hrabstwo w USA, w stanie Georgia. Według spisu w 2020 roku liczy 65,3 tys. mieszkańców.

## Geografia
Według spisu z 2000 roku obszar całkowity hrabstwa obejmuje powierzchnię 603 mil2 (1560 km²), z czego 490 mil2 (1300 km²) stanowią lądy, a 113 mil2 (290 km²) stanowią wody. Jego siedzibą administracyjną jest Hinesville.

### Sąsiednie hrabstwa
- Hrabstwo Chatham – północny wschód
- Hrabstwo Bryan – północ
- Hrabstwo McIntosh – południe
- Hrabstwo Long – zachód
- Hrabstwo Evans – północny zachód
- Hrabstwo Tattnall – północny zachód

### Miejscowości
- Allenhurst
- Flemington
- Gumbranch
- Hinesville
- Midway
- Riceboro
- Walthourville

## Demografia
Według spisu z 2020 roku liczy 65,3 tys. mieszkańców, co oznacza wzrost o 2,8% w porównaniu z poprzednim spisem z roku 2010. Według danych pięcioletnich z 2021 roku 47,2% to biali (37,8% nie licząc Latynosów), 44,6% czarnoskórzy lub Afroamerykanie, 4,8% miało rasę mieszaną, 2,2% Azjaci, 0,8% to rdzenna ludność Ameryki i 0,5% pochodziło z wysp Pacyfiku. Latynosi stanowili 12,8% populacji hrabstwa.
Poza osobami pochodzenia afroamerykańskiego, do największych grup należały osoby pochodzenia niemieckiego (7,4%), irlandzkiego (5,8%), portorykańskiego (5,4%), meksykańskiego (4,8%), angielskiego (4,7%) i „amerykańskiego” (4,7%).

## Religia
W 2020 roku największe grupy pod względem członkostwa stanowią baptyści (9,5 tys.), bezdenominacyjne zbory ewangelikalne (4,7 tys.), zielonoświątkowcy (ok. 4 tys.) i metodyści (2,6 tys.). Grupy nieprotestanckie są marginalne, a do największych należą: katolicy (842 członków), mormoni (517 wyznawców) i świadkowie Jehowy (484 wyznawców). 

## Polityka
Hrabstwo jest przeważająco demokratyczne. W wyborach prezydenckich w 2020 roku, 61,3% głosów otrzymał Joe Biden i 37,2% Donald Trump.